# Quản lý tài sản
Quản lý tài sản, được định nghĩa rộng, đề cập đến bất kỳ hệ thống nào giám sát và duy trì những thứ có giá trị cho một thực thể hoặc một nhóm. Nó có thể áp dụng cho cả tài sản hữu hình (như tòa nhà) và các tài sản vô hình (như vốn con người, sở hữu trí tuệ, thiện chí và/hoặc tài sản tài chính). Quản lý tài sản là một quá trình có hệ thống để phát triển, vận hành, duy trì, nâng cấp và vứt bỏ tài sản một cách có hiệu quả.
Thuật ngữ này được sử dụng phổ biến nhất trong ngành tài chính để mô tả người và công ty quản lý đầu tư thay mặt cho người khác. Ví dụ như những nhà quản lý đầu tư quản lý tài sản của quỹ hưu trí.
Quan điểm khác về quản lý tài sản trong môi trường kỹ thuật là: thực hành quản lý tài sản để đạt được lợi nhuận cao nhất (đặc biệt hữu ích cho các tài sản có năng suất như nhà máy và thiết bị) và quá trình giám sát và duy trì các hệ thống cơ sở, với mục tiêu cung cấp dịch vụ tốt nhất có thể cho người sử dụng ở mọi khía cạnh (phù hợp với tài sản cơ sở hạ tầng công cộng).

## Bởi Ngành Công nghiệp

### Quản lý tài sản tài chính
Cách sử dụng phổ biến nhất của thuật ngữ nhà quản lý tài sản thường liên quan đến quản lý đầu tư, một bộ phận của ngành công nghiệp dịch vụ tài chính liên quan đến việc quản lý quỹ đầu tư và tài khoản khách hàng đơn lẻ. Quản lý lài sản là một bộ phận của công ty tài chính nơi các chuyên gia được trả công để quản lý tiền bạc và xử lý các khoản đầu tư của khách hàng. Từ việc nghiên cứu tài sản khách hàng đến lên kế hoạch và chăm sóc các khoản đầu tư, tất cả những việc như vậy đều là công việc mà các nhà quản lý tài sản phải thực hiện. Các lời khuyên cũng được cung cấp dựa trên tình hình tài chính của mỗi khách hàng.

### Quản lý tài sản cơ sở hạ tầng
Quản lý tài sản cơ sở hạ tầng là sự kết hợp giữa quản lý, tài chính, kinh tế, kĩ thuật và các lĩnh vực khác áp dụng cho tài sản vật chất với mục đích cung cấp dịch vụ theo yêu cầu theo cách hiệu quả nhất về mặt chi phí. Nó bao gồm toàn bộ vòng đời tài sản bao gồm thiết kế, xây dựng, đặt mua, vận hành, duy trì, sửa chữa, thay đổi, thay thế và bán đi các tài sản cơ sở hạ tầng hay vật chất. Vận hành và duy trì tài sản với ngân sách ràng buộc cần một kế hoạch ưu tiên. Ví dụ minh họa như sau, việc phát triển các nguồn năng lượng tái tạo gần đây cho thấy việc tăng số nhà quản lý tài sản hiệu quả liên quan đến việc quản lý các hệ thống năng lượng mặt trời (các công viên mặt trời, tấm pin mặt trời và tua bin gió). Các nhóm này sẽ hợp tác với các nhà quản lý tài sản tài chính để cung cấp các giải pháp "chìa khóa trao tay" cho nhà đầu tư. Quản lý tài sản cơ sở hạ tầng đã trở nên rất quan trọng ở các nước phát triển trong thế kỉ XXI. Từ khi các mạng lưới hạ tầng của họ đã hoàn thiện từ thế kỉ XX và họ phải quản lý để vận hành và duy trì nó sao cho hiệu quả nhất. Quản lý tài sản phần mềm là một dạng của quản lý tài sản cơ sở hạ tầng.

### Quản lý tài sản doanh nghiệp
Quản lý tài sản doanh nghiệp là quá trình xử lí và cho phép các hệ thống thông tin để hỗ trợ quản lý tài sản của tổ chức, gồm tài sản vật chất hay "hữu hình" và phi vật chất hay "vô hình". Tổ chức Tiêu chuẩn hóa Quốc tế đã xuất bản tiêu chuẩn hệ thống quản lý về quản lý tài sản vào năm 2014. Chuỗi tiêu chuẩn ISO 55000 cung cấp các thuật ngữ, yêu cầu và hướng dẫn việc thực thi, duy trì và cải thiện hiệu quả của hệ thống quản lý tài sản.
- Quản lý tài sản vật chất: là quản lý toàn bộ vòng đời (thiết kế, xây dựng, đặt mua, vận hành, duy trì, sửa chữa, điều chỉnh, thay thế và phá hủy/bán) của tài sản vật chất hay cơ sở hạ tầng như các cấu trúc, nhà máy sản xuất và dịch vụ, năng lượng, các thiết bị xử lý nước hay chất thải, hệ thống phân phối, hệ thống giao thông, các tòa nhà và các tài sản vật lý khác. Tính khả dụng ngày càng tăng của dữ liệu từ hệ thống tài sản cho phép các nguyên tắc tổng chi phí của chủ sở hữu được áp dụng cho việc quản lý cơ sở vật chất của hệ thống cá nhân, tòa nhà, hay qua khuôn viên trường học. Quản lý tài sản vật chất liên quan đến quản lý sức khỏe tài sản.
- Quản lý tài sản cơ sở hạ tầng mở rộng chủ đề này chủ yếu đối với lĩnh vực công, phúc lợi và quyền sở hữu và hệ thống giao thông. Thêm vào đó, Quản lý tài sản có thể liên quan đến định hình cách giao tiếp chung tương lai giữa con người, kiểu kiến trúc và môi trường tự nhiên thông qua quá trình quyết định có căn cứ và có sự hợp tác.
- Quản lý tài sản cố định: Quá trình kế toán cần phải tìm và theo dõi các tài sản cố định để làm kế toán tài chính
- Quản lý tài sản IT: bộ thực tiễn thương nghiệp kết hợp các chức năng tài chính, hợp đồng và kiểm kê để hỗ trợ việc quản lý chu kì sống và ra quyết định trong lĩnh vực IT.
- Quản lý tài sản số: một hình thức của quản lý nội dung truyền thông điện tử bao gồm các tài sản số

### Quản lý tài sản công
Quản lý tài sản công còn được gọi là quản lý tài sản tổ chức, là mở rộng của định nghĩa quản lý tài sản công ty (EAM) bằng cách kết hợp chặt chẽ việc quản lý tất cả những thứ có giá trị thuộc quyền tài phán tập thể và mong muốn của người dân. Ví dụ, trong quản lý tài sản tập thể là trong việc lập kế hoạch và phát triển viêc sử dụng đất.
EAM yêu cầu phải đăng kí tài sản (bản kiểm kê tài sản và các thuộc tính của nó) kết hợp với hệ thống quản lý bảo trì trên máy tính (CMMS). Tất cả tài sản công đều có thể được chia sẻ trên internet với các vùng lân cận qua việc sử dụng hệ thống thông tin địa lý (GIS)
Quản lý tài sản công qua GIS sẽ tiêu chuẩn hóa dữ liệu và làm cho chúng tương thích. Người dùng sẽ có khả năng tái sử dụng, điều phối và chia sẻ thông tin một cách hiệu quả bằng cách tạo các đăng kí tài sản trên cơ sở dữ liệu địa lý của GIS. Nền tảng GIS kết hợp với các thông tin về tài sản cứng và tài sản mềm giúp loại bỏ các silo truyền thống về các chức năng hành chính có cấu trúc. Trong khi các tài sản cứng là các tài sản vật chất điển hình hay là tài sản cơ sở hạ tầng, tài sản mềm của một khu tự trị gồm các giấy cấp phép, giấy chứng nhận, các mã thi hành, lộ quyền và các hoạt động trên đất của người khác. 
Nền tảng GIS chỉ là một công cụ hỗ trợ; các nhà quản lý tài sản cần phải đưa ra các quyết định có cơ sở đối với các tài sản của họ thì mới đáp ứng được các mục tiêu của tổ chức. Các thông tin hiển thị theo địa lý có thể hỗ trợ việc ra quyết định, nhưng  việc nắm rõ thị trường, các hệ thống kĩ thuật và liên kết của con người sẽ chỉ có được bằng cách phân tích và tổng hợp các thông tin không chỉ có trên tảng GIS.

## Quản lý tài sản phi vật chất và sở hữu trí tuệ
Người tiêu dùng và các tổ chức sử dụng ngày càng nhiều các tài sản như phần mềm, nhạc, sách,... thì quyền sử dụng được ràng buộc bởi các thỏa thuận bản quyền. Hệ thống quản lý tài sản sẽ nhận diện các ràng buộc dựa trên các giấy phép, ví dụ như thời gian sử dụng đối với một giấy phép phần mềm. Adobe và Microsoft thường cấp giấy phép phần mềm dựa trên thời gian. Thường thì sẽ có sự khác biệt giữa quyền sở hữu và cập nhật phần mềm đối với công ty và người dùng cá nhân. Một người có thể sở hữu một phiên bản của phần mềm chứ không sở hữu phiên bản mới hơn của nó. Điện thoại di đông thường không được cập nhật bởi các nhà cung cấp, để tạo động lực cho người mua mua những phần cứng mới hơn. ĐỐi với các công ty lớn như Oracle, các phần mềm có bản quyền sẽ phân biệt quyền sử dụng và quyền nhận hỗ trợ/bảo trì của khách hàng.